# Spiralna galaksija s prečko
Spirálna galaksíja s préčko je tip spiralne galaksije s prečko svetlih zvezd, ki poteka iz njenega jedra prek njenega celotnega osrednjega dela. Spiralni kraki se v teh galaksijah širijo naprej od koncev ročk. V navadnih spiralnih galaksijah se širijo navzven iz njihovih središč.
Spiralne galaksije s prečko so manj pogoste od navadnih spiralnih galaksij, ker prečke v vesoljskem časovnem merilu ne trajajo 'dolgo'.